# Polydactylus bifurcus
Polydactylus bifurcus is een straalvinnige vissensoort uit de familie van draadvinnigen (Polynemidae). De wetenschappelijke naam van de soort is voor het eerst geldig gepubliceerd in 2001 door Motomura, Kimura & Iwatsuki.